# Осиюк, Лидия Ивановна
Лидия Ивановна Осиюк (1920 год, деревня Борисы, Польша — ? 1984, Борисы, Брестский район, Брестская область, БССР) — доярка, Герой Социалистического Труда (1958). Депутат Верховного Совета СССР и Верховного Совета Белорусской ССР.

## Биография
Родилась в 1920 году в деревне Борисы, Польша (сейчас — Брестский район Брестской области, Белоруссия).
С 1950 по 1975 год работала дояркой в колхозе имени Жданова Брестского района Брестской области, Белоруссия.
В течение многих лет получала высокие удои. В 1955 году надоила по 4619 кг молока от каждой из 12 коров, в 1966 году — 7659 кг (10 коров), 1967 - 7929 кг (10 коров). За выдающиеся достижения в развитии животноводства был удостоена в 1958 году звания Героя Социалистического Труда. Неоднократно участвовала во Всесоюзной выставке ВДНХ.
Избиралась депутатом Верховного Совета Белорусской ССР и депутатом Верховного Совета СССР 7 и 8 созывов.
Дочь — Галина Федоровна Скакун, Герой Социалистического Труда (1988).

## Сочинения
- От каждой коровы — 8000 кг молока [Текст] / Лит. запись П. П. Спиридонова. — Москва : Колос, 1974. — 38 с. : ил., портр.; 20 см.

## Награды
- Орден Ленина, трижды (1958, 1967);
- Герой Социалистического Труда, Указ Президиума Верховного Совета СССР от 18 января 1958 года;
- 12 медалей ВДНХ, в том числе 5 золотых.